# Żuki (zespół muzyczny)
Żuki – polski trybutowy zespół muzyczny wywodzący się z Bydgoszczy. W trakcie swojej kariery muzycznej zespół skupił się prawie wyłącznie na wykonywaniu utworów grupy The Beatles. Gra także przeboje takich wykonawców jak Led Zeppelin, Krzysztof Klenczon, Czerwone Gitary, czy Free. Z racji skoncentrowania się na twórczości The Beatles, zespół przyjął spolszczoną nazwę „Czwórki z Liverpoolu”.

## Historia
Zespół powstał w 1985 roku w Bydgoszczy. W roku 1987 zadebiutował na profesjonalnej scenie. Muzycy zespołu (uczniowie Zespołu Szkół Mechanicznych) od 1981 r. grali w bydgoskim Klubie „Medyk”, a później zadebiutowali koncertem w Kinoteatrze i „Orionie”. W połowie lat 80. menedżerem zespołu został działacz studencki (Klub „Beanus”) Mirosław Balbuza.
Zespół dawał ok. 200 koncertów rocznie. Został uhonorowany nagrodą „Metronomu” dla najlepszego zespołu 1990 r. oraz nagrodą kulturalną „BIK-u”. Pod batutą Jana Walczyńskiego grał wspólnie z Orkiestrą Symfoniczną Filharmonii Pomorskiej. W kraju gościł na renomowanych estradach (Sala Kongresowa, Opera Leśna, Festiwal w Sopocie – 1993).
W trakcie działalności grał koncerty również poza granicami Polski, jak w USA, Libanie czy Wielkiej Brytanii. Występował także jako support zespołów Electric Light Orchestra, Pet Shop Boys, The Troggs czy Fisha z zespołu Marillion.

## Dyskografia
- Dom (1996) – album z komozycjami Krzysztofa Klenczona
- K. Klenczon & Żuki – Kołysanki (1997)
- Moment (2014) – Kompozycje własne

## Skład zespołu
Zespół od momentu powstania pozostaje w niezmienionym składzie:
- Piotr Andrzejewski – śpiew, gitara, gitara elektryczna
- Adam Staniszewski – gitara elektryczna, gitara, śpiew
- Marek Posieczek – gitara basowa, śpiew
- Jerzy Bołka – perkusja

Menadżerem zespołu jest Mirosław Balbuza.